# 지언학
지언학 (1994년 3월 22일 ~ )은 대한민국의 축구 선수이며 포지션은 미드필더이다. 현재 충북 청주 FC소속이다.